# Bathyergoides neotertiarius
Bathyergoides neotertiarius és una espècie extinta de mamífer rosegador de la família de les rates talp (Bathyergidae) que visqué al sud d'Àfrica durant el Miocè inferior, fa entre 16 i 23 milions d'anys. Se n'han trobat restes fòssils a Namíbia. Es tracta de l'única espècie del gènere Bathyergoides. L'estructura de les dents postcanines és molt conservadora en el sentit evolutiu. Probablement era un animal excavador. De vegades ha estat situat en la família monotípica dels batiergòidids (Bathyergoididae), però avui en dia aquesta classificació es considera obsoleta. El nom específic Bathyergoides significa ‘semblant a Bathyergus’.